# Mary Fleddérus
Mary Fleddérus (4 juni 1886 – november 1977) was een Nederlands sociaal hervormer en onderzoeker die samen met Mary Van Kleeck het International Industrial Relations Institute, de latere Russell Sage Foundation, leidde. Zij was een pionier op het gebied van de studie van arbeidsverhoudingen in Europa.
Fleddérus was in 1925 verantwoordelijk voor de organisatie van een conferentie voor de International Association for the Study and Improvement of Human Relations in Industry. In de inleiding van het rapport van de conferentie riep zij op tot de toepassing van wetenschappelijke bedrijfsvoering, waarin ook aandacht werd geschonken aan de humanitaire aspecten van industriële efficiëntieverbetering.
In 1944 schreef zij samen met haar partner Van Kleeck het werk Technology and Livelihood.
- CiNii: DA10627011
- Gemeinsame Normdatei: 129838810
- International Standard Name Identifier: 0000 0000 8353 5422
- Library of Congress Control Number: n84803849
- Nationale Bibliotheek van Tsjechië: skuk0002475
- Nationale Bibliotheek van Israël: 987007271928105171
- Système universitaire de documentation: 081682328
- Virtual International Authority File: 6022699